# Jules Koenig
Pour les articles homonymes, voir Koenig.
Jules Koenig, né en mai 1902 et mort le 21 mai 1968, est une personnalité politique mauricienne, fondateur du ralliement mauricien en 1953 puis le parti mauricien social démocrate en 1955.
Il est inhumé au cimetière Saint-Jean de Quatre Bornes.